# César M. Lorenzo
César M. Lorenzo ou César Martínez Lorenzo, né à Paris le 12 juillet 1939 et mort à Perpignan le 21 octobre 2015, est un historien du mouvement libertaire espagnol, notoire pour être l'auteur de l'ouvrage de référence Les anarchistes espagnols et le pouvoir (1868-1969) publié en 1969 en français,,.
Il est le fils de Horacio Martínez Prieto, par deux fois secrétaire général de la Confédération nationale du travail (CNT) en 1934 et 1936.

## Biographie
Il est historien-géographe de formation.
Il est membre de la Fédération ibérique des jeunesses libertaires en exil en France.
En 1958, il adhère au groupe socialiste libertaire de Gaston Leval qu'il quitte quelques années plus tard par suite de désaccords.
À partir de 1964, il se consacre, dans le cadre d'un travail universitaire, à l’étude de la guerre d’Espagne.

## Citation
« Le mouvement anarchiste espagnol est né au moment où la revendication démocratique a surgi. Il a disparu quand la démocratie s'est installée pour longtemps. »

## Œuvres
- Les anarchistes espagnols et le pouvoir (1868-1969), Le Seuil, Paris, 1969, Stanford University, (OCLC 299724933).
- Le Mouvement anarchiste en Espagne : pouvoir et révolution sociale, Éditions libertaires, 2006, (OCLC 421509499).
- Horacio Prieto, mon père, Éditions libertaires, 2012, (OCLC 862817422).

### Article
- (en) François Godicheau. La guerre d’Espagne. République et révolution en Catalogne (1936–1939), International Review of Social History, décembre 2005, pp. 510-513, lire en ligne.

## Commentaires
Selon le politologue Guy Hermet l'ouvrage Les anarchistes espagnols et le pouvoir (1868-1969) est « ambitieux, si l'on considère son volume, son appareil bibliographique et la problématique précise suggérée par son titre [...] Fils de réfugiés républicains, historien formé dans les facultés françaises, mais aussi descendant d'une famille de dirigeants du mouvement libertaire, l'auteur a eu accès à des souvenirs personnels et à une masse considérable de documents rares ou inédits, dont il était l'un des seuls à pouvoir avoir connaissance. Et il est en outre parfaitement averti de la sensibilité politique propre aux milieux anarchistes et anarcho-syndicalistes de son pays. Grâce à ces atouts, l'ouvrage apporte une contribution importante à l'histoire de l'anarchisme espagnol, sur le plan documentaire. »

## Iconographie
- César M. Lorenzo, en février 1969, voir en ligne.